# ドヴジェンコ・ウクライナ国家賞
ドヴジェンコ・ウクライナ国家賞（ドヴジェンコ・ウクライナこっかしょう、ウクライナ語: Державна премія України імені Олександра Довженка）は、ウクライナの国家賞であり、ウクライナの映画芸術への顕著な貢献を称えるために設けられた。著名なウクライナの映画監督・作家オレクサンドル・ドヴジェンコの生誕100周年を記念して設立された。

## 歴史
- 1994年9月10日、ウクライナ大統領レオニード・クチマの勅令第511/94号により、オレクサンドル・ドヴジェンコの生誕100周年を記念してドヴジェンコ・ウクライナ国家賞が設立された[1]。
- 1994年12月12日、ウクライナ閣僚会議の決議第833号により、賞の規定、ドヴジェンコ・ウクライナ国家賞委員会の設立、委員会の規定および初代メンバー構成が承認された[2]。
- 2001年5月17日、ウクライナ最高議会は法律第2420-III号を可決し、ウクライナ国家賞として正式に「ドヴジェンコ・ウクライナ国家賞」を規定。大統領に既存の規範法令の調整を勧告した[3]。

## 規定
- ドヴジェンコ・ウクライナ国家賞は、ウクライナ映画芸術への顕著な貢献に対し、毎年9月10日までに授与される。
- 賞は個人または5名以内の創作集団（最も重要な貢献をした者のみ）に授与される。
- ウクライナ市民、外国市民、無国籍者に授与可能。
- 毎年1つの賞のみ授与。
- シェフチェンコ・ウクライナ国家賞を受賞または候補となった作品は本賞の候補とならない。同一候補者が複数の作品で同時に候補となることも不可。
- 同一人物への再授与は、新たな顕著な功績があり、かつ前回授与から5年以上経過した場合に可能。
- 候補作品の推薦は、ウクライナ文化・戦略コミュニケーション省、創作組合、映画・テレビ・ビデオスタジオ、芸術機関、研究機関、市民団体、新聞・雑誌編集部が行う。
- 候補作品は毎年6月1日までに委員会が受理し、授与2か月前までに報道機関で公開。
- 賞は委員会の推薦に基づき、ウクライナ大統領の勅令により授与。
- 受賞者にはオレクサンドル・ドヴジェンコの肖像入り胸章、賞状、ウクライナ大統領が定める金額の賞金が授与される。複数受賞者の場合、賞金は等分される。

## ドヴジェンコ・ウクライナ国家賞委員会

### 規定
1. 委員会は、映画芸術の優れた作品を選定するため、文化的権威者、映画製作者、作家、映画研究者11名で構成され、公共ベースで活動。ウクライナ閣僚会議がメンバーを承認し、任期は4年（最大8年）。
2. 委員会は候補作品の受理・事前審査、公開リストの公表、コンクール対象作品の選定、8月15日までの大統領への授与提案、賞状・胸章の準備・授与式の企画を行う。賞状・胸章の形式は委員会が定める。
3. 委員会の会議は3分の2以上の出席で有効。候補選定は過半数、授与決定は4分の3以上の秘密投票で決定。委員会メンバーの作品が候補の場合、そのメンバーは投票に参加しない。
4. コンクール対象作品は6月10日までに決定。

### メンバー構成
2006年2月15日時点の委員会メンバー：
- ウクライナ国立映画製作者連盟（ウクライナ語版）会長（委員長）
- ミハイロ・イリエンコ（副委員長）
- セルヒー・ボルデニューク（ウクライナ語版）（撮影監督、ウクライナ功労芸術家）
- ラリサ・ブリホヴェツカ（ウクライナ語版）（映画評論家、『Kino-Teatr』編集長）
- セルヒー・ブコフスキー（ウクライナ語版）（映画監督）
- パヴロ・モフチャン（ウクライナ語版）（詩人、公共活動家）
- ボフダン・ジョルダク（ウクライナ語版）（劇作家）
- キラ・ムラートワ（映画監督）
- オレクサンドル・コヴァル（ウクライナ語版）（撮影監督）
- オレス・サニン（ウクライナ語版）（映画監督）
- レス・セルデューク（ウクライナ語版）（俳優、2010年5月26日没）

2013年4月30日時点の委員会メンバー：
- セルヒー・トリムバチ（ウクライナ語版）（映画研究者、本賞受賞者、ウクライナ国立映画製作者連盟会長、委員長）
- ヴァシル・ヴィテル（ウクライナ語版）（映画監督、ウクライナ功労芸術家、副委員長）
- ボフダン・ヴェルジビツキー（ウクライナ語版）（撮影監督、ウクライナ功労芸術家）
- タラス・デニセンコ（ウクライナ語版）（俳優、ウクライナ功労芸術家）
- イリナ・ズバヴィナ（ウクライナ語版）（映画研究者、芸術学博士）
- オレクサンドル・イフナトゥシャ（ウクライナ語版）（俳優、映画監督）
- ヤロスラフ・ルピー（ウクライナ語版）（映画監督、ウクライナ人民芸術家）
- ラリサ・カドチニコヴァ（ウクライナ語版）（女優、ウクライナ人民芸術家、シェフチェンコ国家賞受賞者）
- アンドリー・クルコフ（脚本家、作家）
- ヴャチェスラフ・クリシュトフォヴィチ（ウクライナ語版）（映画監督、ウクライナ功労芸術家）
- イェウヘン・シヴォキン（ウクライナ語版）（映画監督、ウクライナ功労芸術家）

委員会のメンバーは、必要に応じてウクライナ閣僚会議の決議により変更可能。

## 受賞者
以下の表は、ドヴジェンコ・ウクライナ国家賞の受賞者とその功績を示す。
| 年   | 受賞者 | 授与理由                                                               | 出典   |
| ---- | --- | ---------------------------------------------------------------------- | ------ |
| 1995 | ボリスラフ・ブロンドゥコフ（俳優） | 映画芸術への顕著な貢献                                                 | [ 6 ]  |
| 1996 | ナタリア・アンドリイチェンコ（映画監督） | 国内映画芸術への重要な貢献                                             | [ 7 ]  |
| 1998 | ミコラ・ザシエフ＝ルデンコ（監督）、オレクサンドル・チョルニー（撮影監督）、ボフダン・ベニューク（俳優）、オレクサンドル・ボンダレンコ（俳優）、ルスラナ・ピサンカ（女優）             | 映画『モスクワの魔法使い』への創作的貢献                               | [ 8 ]  |
| 1999 | ヴィクトル・イヴァノフ（脚本家・監督、死後受賞）、ヴァディム・イリエンコ（撮影監督）、オレフ・ボリソフ（俳優、死後受賞）、マルガリータ・クリニツィナ（女優）、ナタリア・ナウム（女優） | 映画『二兎を追う者は一兎をも得ず』への創作的貢献                       | [ 9 ]  |
| 2001 | レオニード・オシカ（映画監督） | 国内映画芸術への個人的貢献                                             | [ 10 ] |
| 2002 | キラ・ムラートワ（映画監督） | 国内映画芸術への重要な貢献                                             | [ 11 ] |
| 2003 | コスチャンティン・ステパンコフ（俳優） | 国内映画芸術への大きな貢献                                             | [ 12 ] |
| 2004 | オレス・サニン（脚本家・監督）、セルヒー・ミハルチュク（撮影監督）、アラ・ザハイケヴィチ（作曲家）、ヴィクトリア・スペシヴツェヴァ（女優）、アンドリー・ビロウス（俳優）               | 長編映画『ママイ』への創作的貢献                                       | [ 13 ] |
| 2005 | ユーリー・イリエンコ（映画監督・撮影監督） | 国内映画芸術への顕著な貢献                                             | [ 14 ] |
| 2006 | オレクサンドル・コヴァル（撮影監督・映画監督） | 国内映画芸術への顕著な貢献                                             | [ 15 ] |
| 2007 | ミハイロ・イリエンコ（映画監督・俳優・脚本家） | ウクライナ映画への顕著な貢献                                           | [ 16 ] |
| 2008 | セルヒー・トリムバチ（映画研究者・評論家） | 著書『オレクサンドル・ドヴジェンコ：神々の崩壊』への貢献               | [ 17 ] |
| 2009 | パヴロ・ファリニュク（映画監督・脚本家） | ウクライナ映画芸術への顕著な貢献                                       | [ 18 ] |
| 2010 | ロラン・セルヒエンコ（監督）、エドゥアルド・ティムリン（撮影監督）、ヴォロディミル・フバ（作曲家）                                                                                     | 映画『愛の告白』への貢献（大統領勅令未署名のため授与せず）             | [ 19 ] |
| 2011 | フリホリー・コハン（映画監督）、ミコラ・マシチェンコ（映画監督） | ウクライナ映画芸術への顕著な貢献                                       | [ 20 ] |
| 2012 | ボフダン・ストゥプカ（俳優、死後受賞） | ウクライナ映画芸術への顕著な貢献                                       | [ 21 ] |
| 2013 | — | 委員会は2013年の授与を見送り                                           | [ 22 ] |
| 2014 | ヴォロディミル・フバ（作曲家） | ウクライナ映画芸術への顕著な貢献                                       | [ 23 ] |
| 2015 | ミロスラフ・スラボシュピツキー（脚本家・監督）、ヴァレンチン・ヴァシャノヴィチ（撮影監督）                                                                                             | 長編映画『ザ・トライブ』への貢献                                       | [ 24 ] |
| 2016 | ヴィクトル・オレンダー（映画監督） | ドキュメンタリー『コスチャンティン・ステパンコフ：生後の記憶』への貢献 | [ 25 ] |
| 2017 | アダ・ロホフツェヴァ（女優） | ウクライナ映画芸術への顕著な貢献                                       | [ 26 ] |
| 2018 | — | 委員会は2018年の授与を見送り（候補者不足）                             | [ 27 ] |
| 2019 | セルゲイ・ロズニツァ（映画監督） | 長編映画『ドンバス』（2018年）への貢献                                 | [ 28 ] |
| 2020 | — | —                                                                      | —      |
| 2021 | ナタリア・ヴォロズビト（映画監督・脚本家） | ウクライナ映画芸術への顕著な貢献                                       | [ 29 ] |
| 2022 | ヴャチェスラフ・クリシュトフォヴィチ（映画監督） | ウクライナ映画芸術への顕著な貢献                                       | [ 30 ] |
| 2023 | — | —                                                                      | —      |
| 2024 | ロマン・バラヤン（映画監督・脚本家） | ウクライナ映画芸術への顕著な貢献                                       | [ 31 ] |